# Polycyrtus lucidator
Polycyrtus lucidator är en stekelart som beskrevs av Wilhelm Ferdinand Erichson 1848. Polycyrtus lucidator ingår i släktet Polycyrtus och familjen brokparasitsteklar. Inga underarter finns listade i Catalogue of Life.